# Gruppo di lavoro sulla detenzione arbitraria
Il Gruppo di lavoro sulla detenzione arbitraria è un organismo incaricato dall'ONU raggruppante degli esperti indipendenti dei diritti umani che investigano su casi di arresti e/o detenzioni arbitrari che potrebbero essere in violazione dei suddetti diritti.
Fu fondato nel 1991 dalla precedente Commissione per i Diritti Umani come una delle "Procedure Speciali" per monitorare le violazioni dei diritti umani ed è posto attualmente sotto la competenza del Consiglio per i diritti umani delle Nazioni Unite.
Dopo aver verificato le informazioni provenienti da una serie di fonti (tra cui le ONG, le agenzie intergovernative e le famiglie delle vittime), il Gruppo di lavoro invia insistenti appelli ai governi per constatare il luogo e la condizione di coloro che sono presumibilmente detenuti. Esso può anche effettuare sopralluoghi nei paesi che hanno offerto invito al Gruppo di lavoro.

## Membri
| Nome                                | Paese    | Mandato   |
| ----------------------------------- | -------- | --------- |
| Malick El Hadji Sow (Presidente)    | Senegal  | 2008-2013 |
| Shaheen Sardar Ali (Vicepresidente) | Pakistan | 2008-2013 |
| Roberto Garretón                    | Cile     | 2008-2013 |
| Mads Andenæs                        | Norvegia | 2009-2013 |
| Vladimir Tochilovsky                | Ucraina  | 2010-2013 |

Tra gli ex-membri vi sono:
| Nome                           | Paese     |
| ------------------------------ | --------- |
| Aslan Abashidze                | Russia    |
| Tamás Bán                      | Ungheria  |
| Manuela Carmena Castrillo      | Spagna    |
| Seyyed Mohammad Hashemi        | Iran      |
| Laity Kama                     | Senegal   |
| Louis Joinet                   | Francia   |
| Kapil Sibal                    | India     |
| Petr Uhl                       | Rep. Ceca |
| Soledad Villagra de Biedermann | Paraguay  |
| Leila Zerrougui                | Algeria   |